# Chaetodus lacandonicus
Chaetodus lacandonicus är en skalbaggsart som beskrevs av Martinez och Moron 1990. Chaetodus lacandonicus ingår i släktet Chaetodus och familjen Hybosoridae. Inga underarter finns listade i Catalogue of Life.